# Kershaw
Kershaw är en ort i Lancaster County, South Carolina, USA.